# 三浦泰年
三浦 泰年（1965年7月15日—），已退役日本足球運動員，前日本國家足球隊成員，其弟為日本知名足球運動員三浦知良。

## 俱樂部生涯
1984-85年，三浦泰年曾经在巴西球队桑托斯效力，不过没有获得职业比赛的机会。一年后返回日本，加盟读卖足球队。
三浦泰年只在1993年为日本国家队出场3次。退役8年后，泰年终于开启了在职业球队的主教练生涯，2015年赴泰国执教历练。而鹿儿岛联2014年成立，2016年从JSL（日本全国足球联赛，业余性质）晋级日丙联赛。
2016年，从泰国返回日本的三浦泰年执教鹿儿岛联两年，将鹿儿岛联升上日乙联赛。

## 外部連結
- National Football Teams（页面存档备份，存于）
- Japan National Football Team Database
- FCトッカーノ（页面存档备份，存于）
- ヤス・サッカースクール（页面存档备份，存于）
- YASU FUTSAL STADIUM SETAGAYA（页面存档备份，存于）
- 日本職業足球聯賽中的三浦泰年 （日語）